# Мадридский мир (1617)
Мадридский мир 1617 года — мирный договор между Венецианской республикой и Священной Римской империей, положивший конец Ускоской войне.

## Предыстория
После Тринадцатилетней войны большое количество беженцев поселились в районе города Сень на границе Священной Римской и Османской империй. Беженцы пополнили ряды ускоков — нерегулярного ополчения, совершавшего пограничные набеги на османов. Помимо этого ускоки не отказывались от пиратства. В 1606 г. турки и Священная Римская империя подписали Житваторокский мир, который запрещал набеги на территории двух государств. В 1615 г. договор был продлен, что побудило ещё больше ускоков заняться пиратством в Адриатическом море. Их деятельность отрицательно сказывалась на торговых интересах Венецианской республики ещё с 1564 г., которая уже стремилась расширить свою территорию в сторону габсбургской Истрии.
Венеция наняла наемников в Англии и Голландской республике, начав блокаду имперских портов на Адриатикие 20 декабря 1615 года блокада переросла в Ускокскую войну с венецианским вторжением в прибрежные районы. Испанский вице-король Неаполя Педро Тельес-Хирон Осуна вмешался в конфликт на стороне империи без одобрения Испании. Габсбурги не смогли дать надлежащего ответа, поскольку страна столкнулась с внутренней борьбой за власть между императором Матвеем и его братом и эрцгерцогом Максимилианом. Тем не менее венецианцы пострадали от разразившихся болезней, не сумев использовать свое численное превосходство. Хотя переговоры продолжались на протяжении всего конфликта, соглашение было достигнуто только в 1617 году при посредничестве Испании, папы римского Павла V и Франции.

## Договор
26 сентября 1617 года имперский дипломат Карл фон Гаррах вместе с венецианскими послами Джустиниани и Контарини подписал Мадридский договор.
Венецианцы согласились на вывод своих войск с имперских территорий, а также уволили английских и голландских наемников. Габсбурги, в свою очередь, согласились к июню 1618 г. переселить ускоков на северо-восток, сократив при этом численность своих войск в регионе до 1 тыс. человек. В Сене должен был быть размещен регулярный гарнизон Габсбургов.
Герцог Осуна отказался подчиняться договору и позиции испанского двора, в одностороннем порядке продолжая боевые действия на море. В конце концов он был арестован испанскими властями в 1620 году и признан виновным в заговоре с целью стать независимым правителем Неаполя.
Ускоки были либо изгнаны из империи, либо переселены вглубь Хорватии. Несколько семей, которым разрешили остаться, находились под пристальным наблюдением, что положило конец пиратским набегам. 